# Яховац (Биелина)
Яховац (серб. Јоховац / Johovac) — село в общине Биелина Республики Сербской Боснии и Герцеговины. Население составляет 318 человек по переписи 2013 года.

## Спорт
В селе есть футбольная команда «Пролетер». Оттуда же родом легендарный игрок сборных Югославии, Сербии и Черногории и Сербии Саво Милошевич, который и начинал свою карьеру в «Пролетере».